# 朱塞佩·波吉广场
43°45′52.78″N 11°15′52.49″E / 43.7646611°N 11.2645806°E

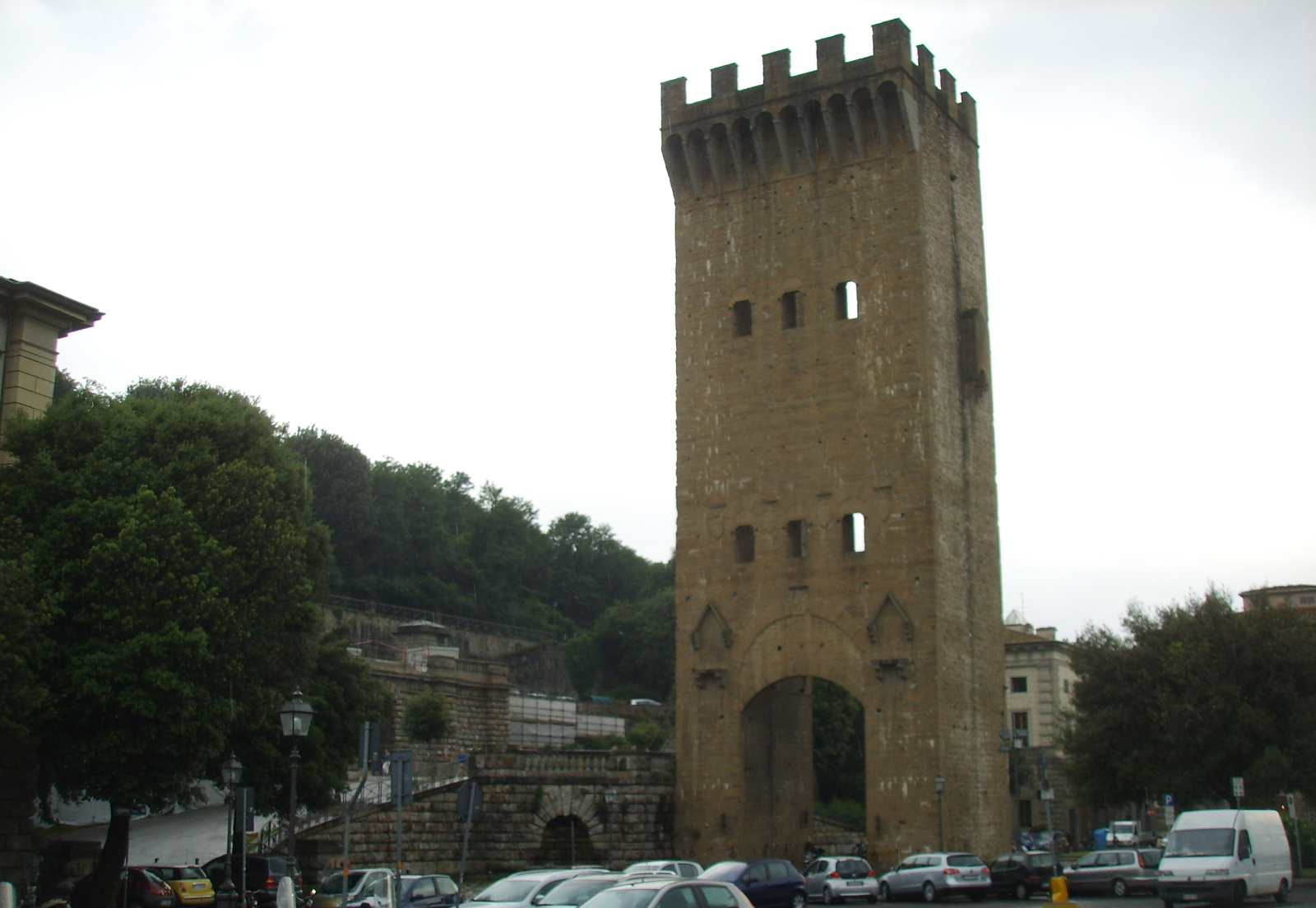
朱塞佩·波吉广场

朱塞佩·波吉广场（Piazza Giuseppe Poggi）是佛罗伦萨的一个广场，介于切利尼堤岸（lungarno Benvenuto Cellini）、塞里斯托里堤岸（lungarno Serristori）和圣尼各老街（via San Niccolò）之间。直到1911年之前，它曾被称为水磨广场（piazza delle Mulina），此后改为现在的名字。
在19世纪，建筑师朱塞佩·波吉设计了米开朗琪罗广场用于观景，以及从此处攀升到那里的波吉坡道（rampe del Poggi）。
今天，在广场中间保存着古老庄严的圣尼各老门，看起来像一个塔。